# Lüdenscheid
Lüdenscheid är en stad i delstaten Nordrhein-Westfalen i Tyskland. Staden har cirka 71 000 invånare. Lüdenscheid var medlem av Hansan under 1400- och 1500-talen.
Lüdenscheids vapen föreställer stadens skyddshelgon, biskopen Medardus.

## Bildgalleri

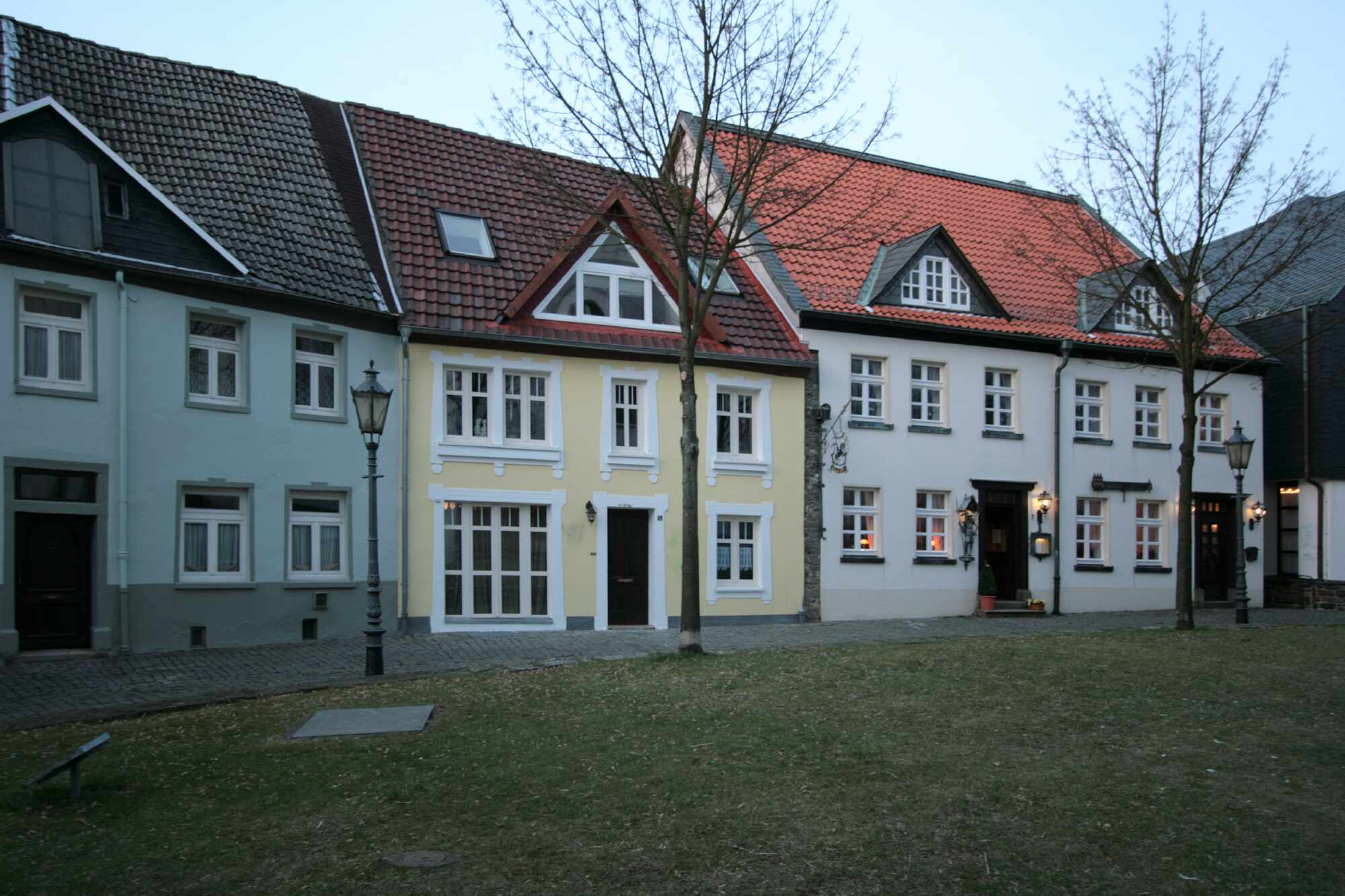
Hus i Gamla staden
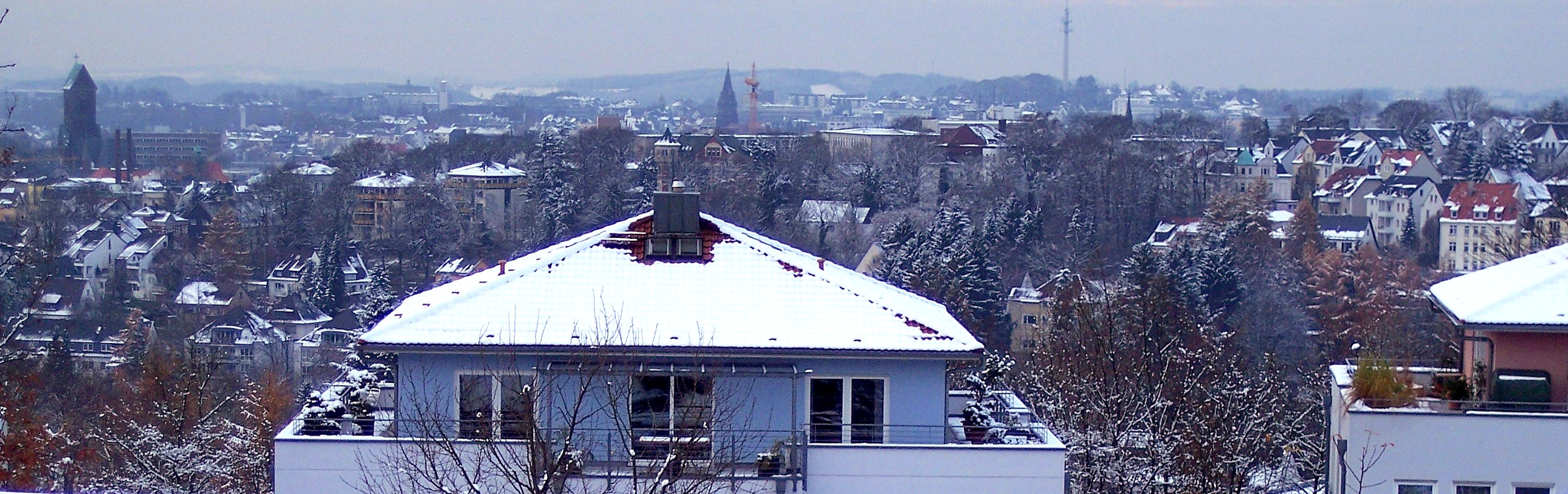
Utsikt från Höhberget åt norr
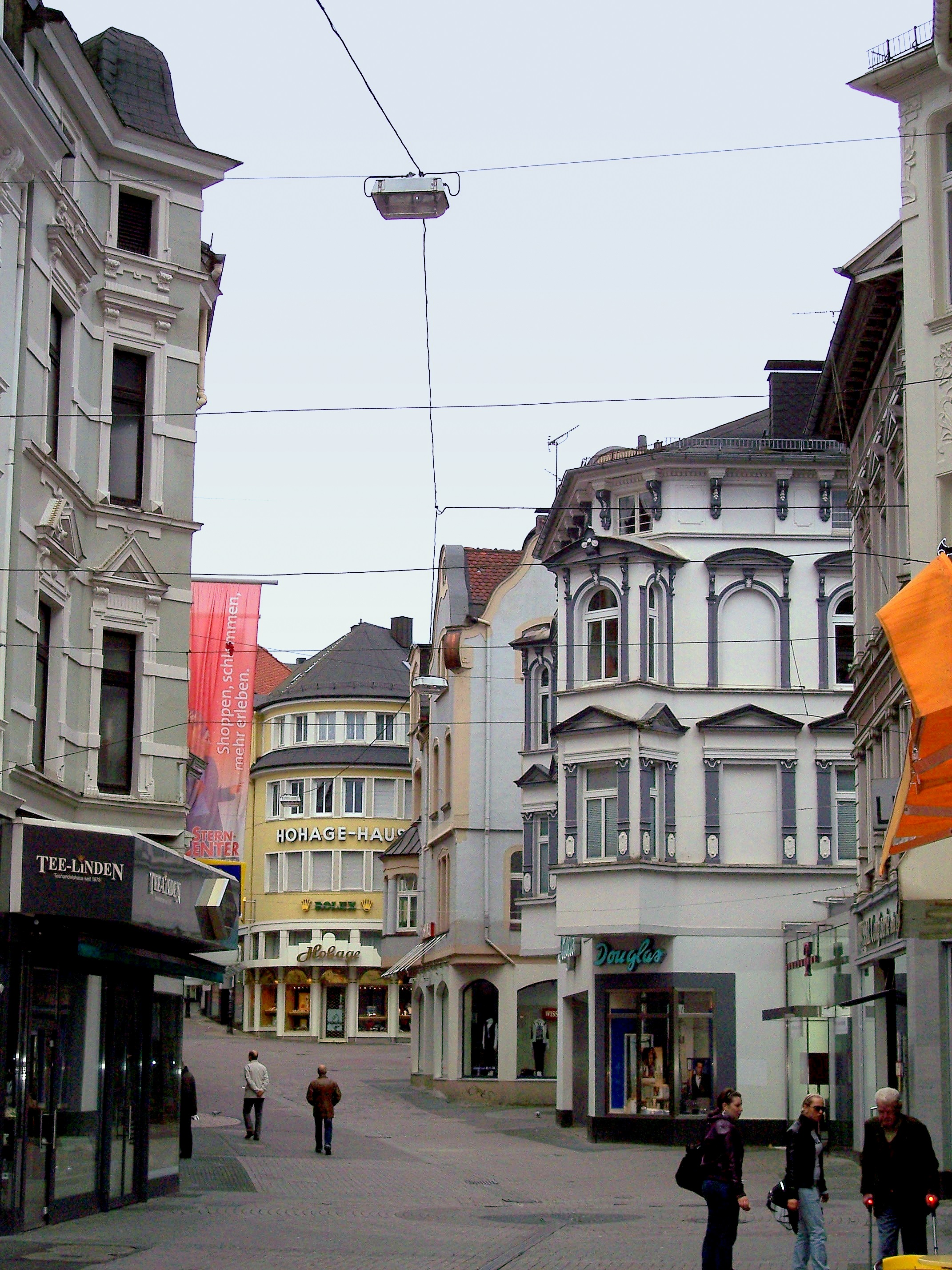
Wilhelmstrasse
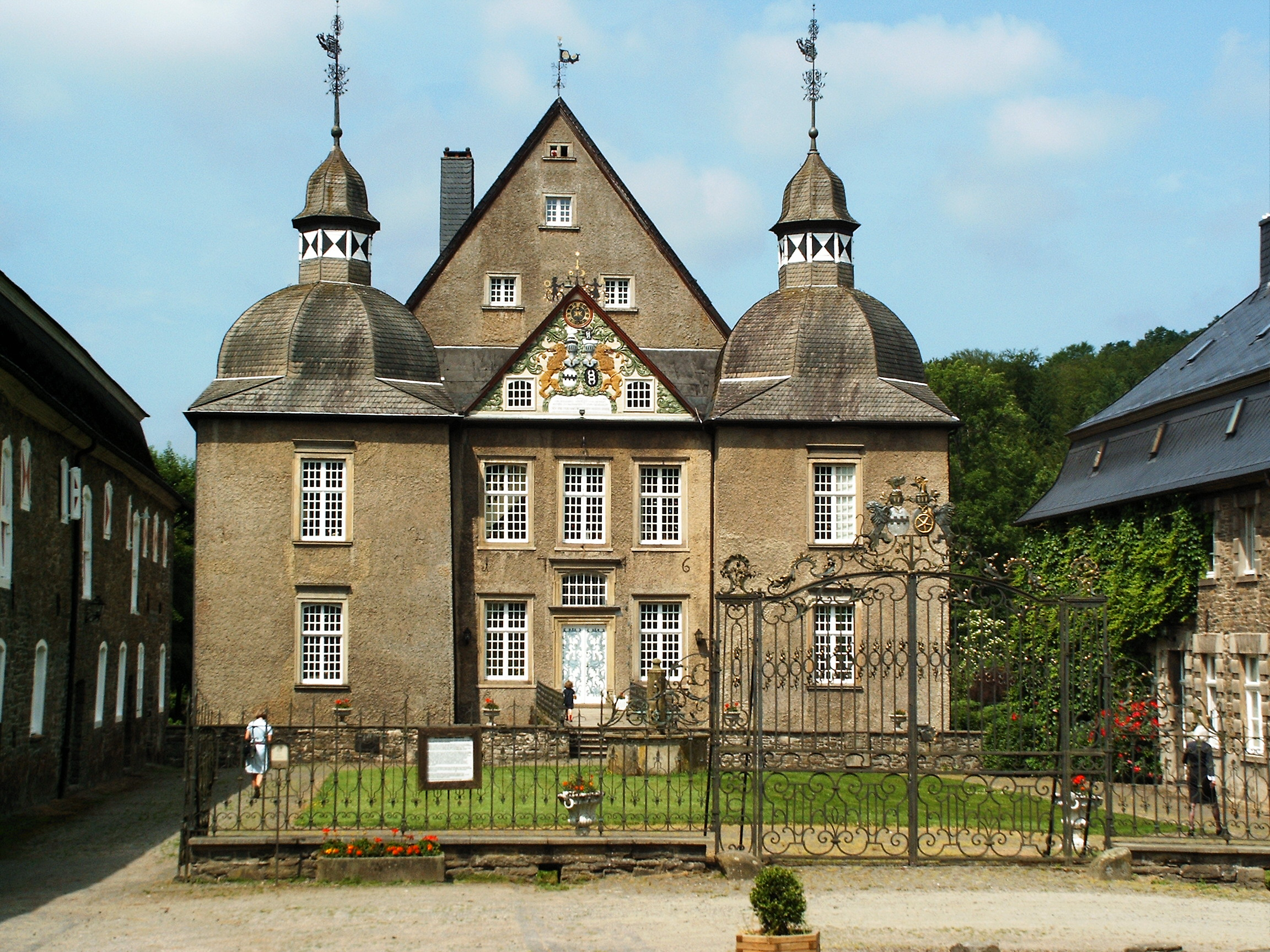
Schloss Neuenhof